# Konstantin Trenev
Konstantin Andreïevitch Trenev (en russe : Константи́н Андре́евич Тренёв), né le 2 juin 1876 à Bachkeïevka dans l'oblast de Kharkiv dans l'Empire russe et mort le 19 mai 1945 à Moscou, est un écrivain et dramaturge soviétique. Son style littéraire et les sujets de ses œuvres l'inscrivent dans la tradition du réalisme socialiste. Lauréat du prix Staline de première classe en 1941 pour le drame Lioubov Yarovaïa.

## Biographie
Fils d'ancien serf, Andrei Kirillovich Trenev, Konstantin Trenev naît à Bachkeïevka dans l'oblast de Kharkiv. Il fait ses études primaires à l'école de zemstvo. En 1890-1893, il étudie à l'école de Kamensk-Chakhtinski et, après avoir obtenu son diplôme, à l'école d'agriculture près de Kharkov.
Il est diplômé du séminaire de Novotcherkassk (1896-1899), puis de l'Académie théologique de Saint-Pétersbourg. En 1901-1903, il étudie à l'Institut archéologique de Saint-Pétersbourg et travaille comme enseignant. 
Il publie à partir de 1898 dans le journal Donskaya Rech de Rostov-sur-le-Don dont il deviendra le rédacteur en chef en 1903-1904. Après la fermeture de Donskaya Rech en décembre 1905, il collabore activement avec le journal de Novotcherkassk Donskaya Zhizn.Il rejoint le Parti constitutionnel démocratique.
En 1909-1931, il travaille comme professeur au gymnase privé pour filles de Valentina Stanishevskaya à Simferopol.
Son premier livre d'histoires est publié à Moscou en 1915. Pendant la guerre civile, il se trouve en Crimée. Les expériences et impressions de cette période se retrouvent dans la pièce Lioubov Yarovaïa, son œuvre la plus connue.
Après l'établissement du pouvoir soviétique, il travaille au département de l'éducation publique de Crimée et dirige les éditions Krymizdat.
En 1925, son drame historique Pougatchevchtchina est mis en scène au Théâtre d'art de Moscou, avec succès.
En 1931, il s'installe à Moscou. Pendant la Grande Guerre patriotique, avec d'autres écrivains, il est évacué à Tchistopol au Tatarstan.
Il mourut d'une maladie cardiaque le 19 mai 1945 dans son bureau, dans la maison des écrivains de Ruelle Lavrouchinski. Il est enterré au cimetière de Novodevitchi.
En 1970, Vladimir Fetine porte à l'écran la pièce de Trenev Lioubov Yarovaïa.

## Récompenses et distinctions
- prix Staline : 1941, pour le drame Lioubov Yarovaïa
- Ordre du Drapeau rouge du Travail
- Ordre de l'Insigne d'honneur